# Desa Kakor (administrativ by i Indonesien, lat -8,57, long 120,42)
Desa Kakor är en administrativ by i Indonesien.   Den ligger i provinsen Nusa Tenggara Timur, i den centrala delen av landet, 1 500 km öster om huvudstaden Jakarta.